# Banco Medici

Wappen der Medici

Der Banco Medici war das Bankhaus der Familie Medici. Es bildete die Basis für die Macht und den Einfluss der Florentiner Familie und galt um die Mitte des 15. Jahrhunderts als eine der größten Banken Europas.

## Vorgeschichte
Die Aktivitäten der Medici im Kreditgeschäft sind seit dem 13. Jahrhundert dokumentiert. Ihr damaliges Geschäftsvolumen war im Vergleich zu denjenigen anderer wichtiger florentiner Bankiersfamilien, wie die Bardi, die Peruzzi und die Acciaiuoli, allerdings sehr bescheiden.
Während sich die Medici nach 1330 vermutlich ganz aus dem Bankgeschäft zurückzogen und sich hauptsächlich auf die Bewirtschaftung ihrer Grundbesitze konzentrierten, unterhielten die drei wichtigsten Bankiersfamilien aus Florenz Anfang des 14. Jahrhunderts Filialen in praktisch sämtlichen wichtigen Städten Europas und hielten de facto das Monopol der päpstlichen Finanzen. Ihre Vorherrschaft nahm 1345 ein plötzliches Ende, als der englische König Eduard III. sich weigerte, seine durch den Hundertjährigen Krieg angehäuften Schulden zurückzuzahlen.
Nachdem die bis zu diesem Zeitpunkt einflussreichsten Bankiersfamilien in den Bankrott getrieben wurden, stieg der in der Familie Medici als geschickter Kaufmann bekannte Vieri di Cambio de’ Medici (1323–1395) in das Kreditgeschäft ein. Dieser baute zwischen 1348 und 1392 ein weit verzweigtes Bankhaus mit mehreren Filialen in den wichtigsten europäischen Städten auf.
Unter seinen Zöglingen und späteren Partnern befand sich auch sein Neffe, Giovanni di Bicci de’ Medici (1360–1429), der zuerst die Filiale in Rom führte und diese 1393, dank eines kleinen Vermögens von 1.500 Florin aus der Heirat mit Piccarda Bueri, übernahm. Während das einst sehr erfolgreiche Bankhaus von Vieri di Cambio de’ Medici, nach seinem altersbedingten Rückzug 1393, unter der Führung seiner beiden Söhne unterging, war das Bankhaus seines Neffen äußerst erfolgreich.

## Die Gründung und der Aufstieg des Banco Medici
1397, zwei Jahre nach dem Tod seines Onkels, verlegte Giovanni di Bicci de’ Medici seine Aktivitäten nach Florenz und gründete den Banco Medici. Das Startkapital war 10.000 Florin, wovon über die Hälfte Giovanni di Bicci de’ Medici und der Rest mehreren Partnern gehörte. Wie andere damalige Bankhäuser übernahm der Banco Medici die Funktion einer Depositenbank, war im Wechsel- und Kreditgeschäft aktiv und tätigte Investitionen.
1408 verfügte die Bank zwei wichtige Filialen in Venedig und in Rom. Von derjenigen in Rom wurde auch die Filiale in Neapel geführt.
1413 gelang es Giovanni di Bicci de’ Medici, der wichtigste Bankier von Papst Johannes XXIII., mit dem er eng befreundet war, zu werden und übernahm in der Folge das faktische Monopol der päpstlichen Finanzen. Dieses Monopol war allerdings von kurzer Dauer und endete 1415 mit der Absetzung von Johannes XXIII. Der Banco Medici stand danach mit den Bankhäusern der Albertini und der Spini in Konkurrenz, erlangte allerdings dank einer Krise der letzteren wieder großen Einfluss in der Römischen Kurie. So stammte der größte Teil des Gewinns aus Rom. Von 1397 bis 1420 erwirtschaftete der Banco Medici einen Gewinn von 151.820 Florin, wovon 113.865 auf Giovanni di Bicci de’ Medici entfielen.
Unter der Führung von Cosimo de’ Medici (1389–1464), auch Cosimo il Vecchio genannt, baute die Bank und damit auch die Familie ihre finanzielle Machtposition weiter aus. Die Gewinne stiegen zwischen 1420 und 1435 auf 186.382 Florin.

## Das Exil von Cosimo de’ Medici
Einen ersten Rückschlag erlitten die Medici 1433, als zwischen ihnen und den Albizzi ein Machtkampf um die Vorherrschaft in Florenz ausbrach und Cosimo de’ Medici dabei zuerst inhaftiert und dann für zehn Jahre ins Exil verbannt wurde. Cosimo ließ sich danach in Venedig nieder und verlegte auch den Sitz des Banco Medici dorthin.
Der Wegzug der Bank stürzte Florenz in eine wirtschaftliche und politische Krise, die 1434 zum Sturz der Albizzi und zur Aufhebung des Exils und somit zur Rückkehr von Cosimo de’ Medici und seines Bankhauses nach Florenz führte.

## Tod von Cosimo de’ Medici und Niedergang der Bank
Nach Cosimos Tod machte die Medici-Bank große Verluste. Das politische Umfeld war ungünstig. Erste Schwierigkeiten zeigten sich bei der Filiale in Lyon, die aber durch Francesco Sassetti gerettet werden konnte. Angelo Tani versuchte bis 1469 zumindest zeitweise erfolgreich, die Filiale in London zu stabilisieren. Die Auflösung des bei den Medici hoch verschuldeten Herzogtums Burgund führte dazu, dass die von Tommaso Portinari geführte Bank in Brügge 1478 unter Verlust von mindestens 70.000 Florin liquidiert werden musste. Letztlich führten die Rosenkriege in England, die osmanische Expansion und damit zusammenhängend der Osmanisch-Venezianische Krieg dazu, dass die Bank Anfang der 1490er Jahre vor dem Ruin stand. 1494 hörte auch die Mailänder Filiale auf zu existieren. Im selben Jahr wurden die Medici aus Florenz vertrieben.